# Florida Film Critics Circle Awards 2019
Na 24. ročníku udílení cen Florida Film Critics Circle Awards byly předány ceny v těchto kategoriích dne 23. prosince 2019. Nominace byly oznámeny 19. prosince 2019.

## Vítězové a nominovaní

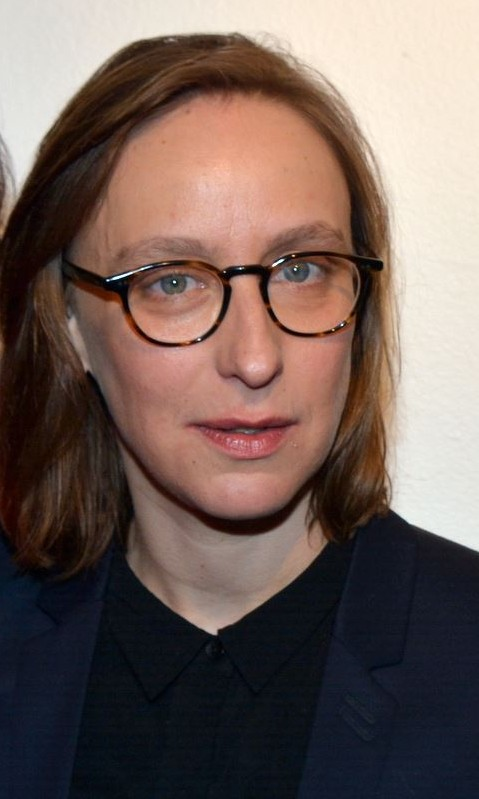
Céline Sciamma, vítězka v kategorii nejlepší režisér

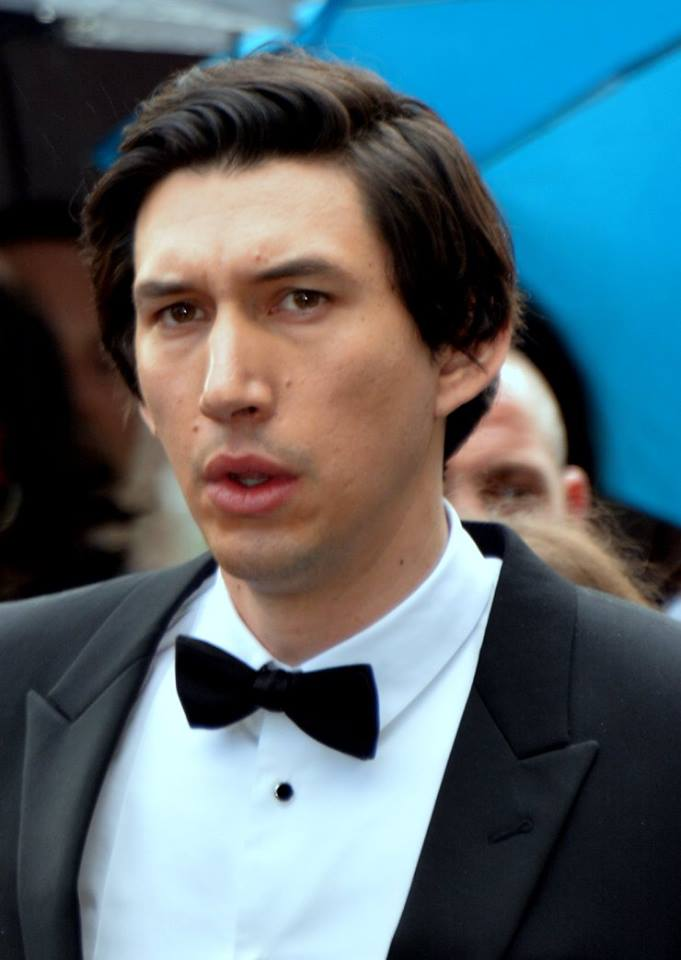
Adam Driver, vítěz v kategorii nejlepší mužský herecký výkon v hlavní roli za výkon ve filmu Manželská historie

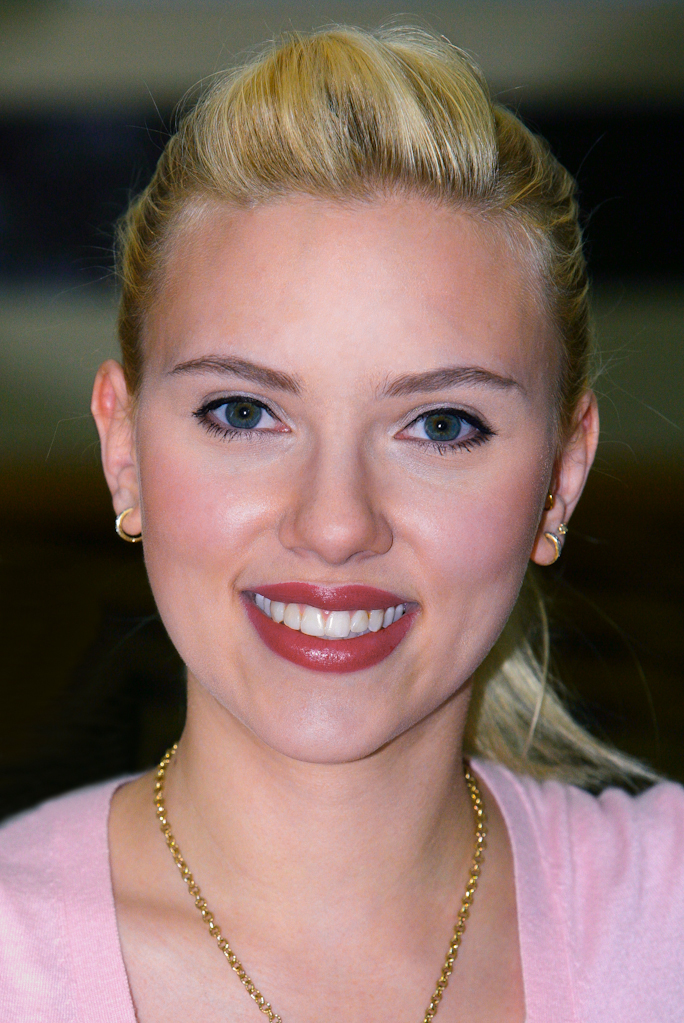
Scarlett Johansson, vítězka v kategorii nejlepší ženský herecký výkon v hlavní roli za výkon ve filmu Manželská historie

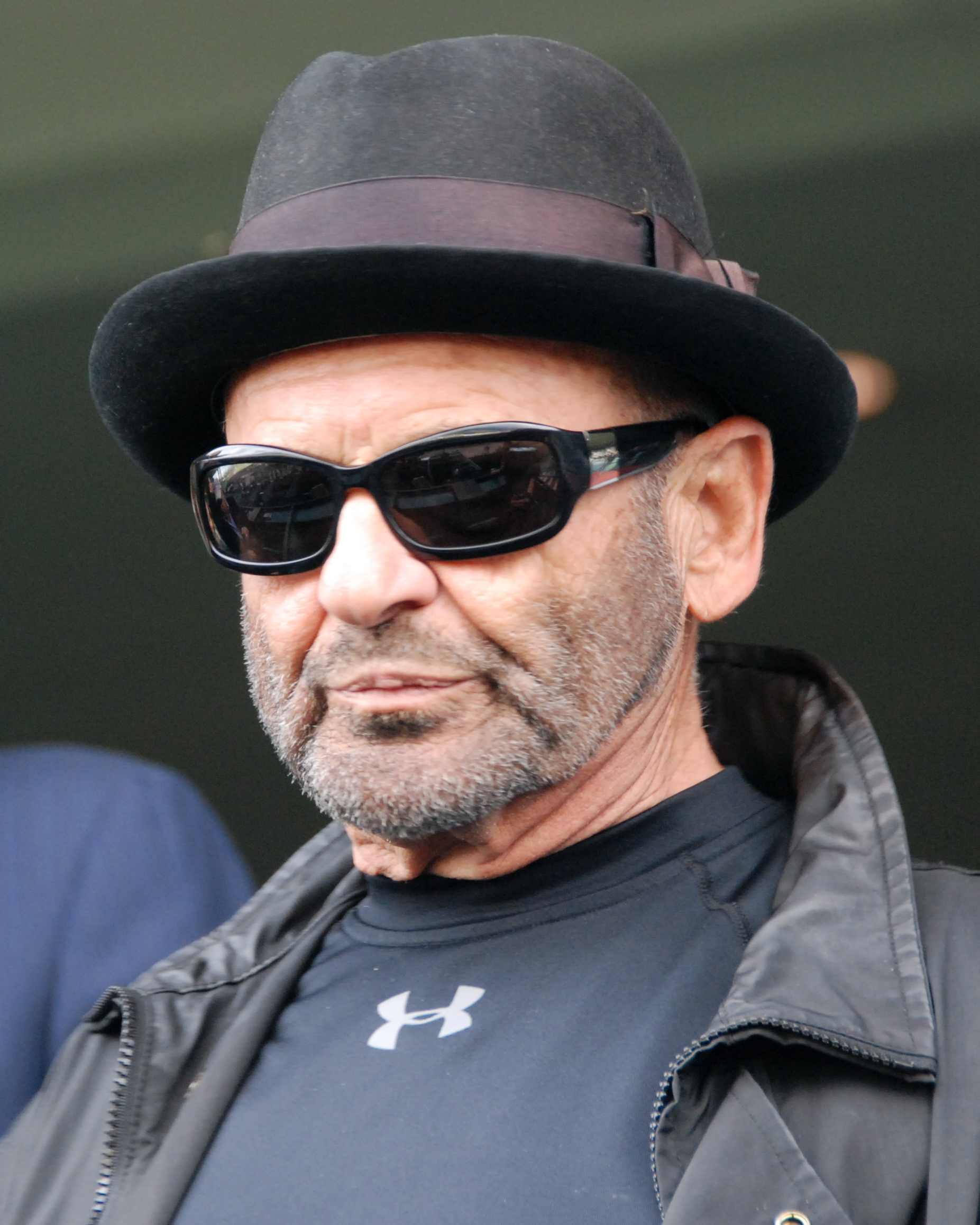
Joe Pesci, vítěz v kategorii nejlepší mužský herecký výkon ve vedlejší roli za výkon ve filmu Irčan

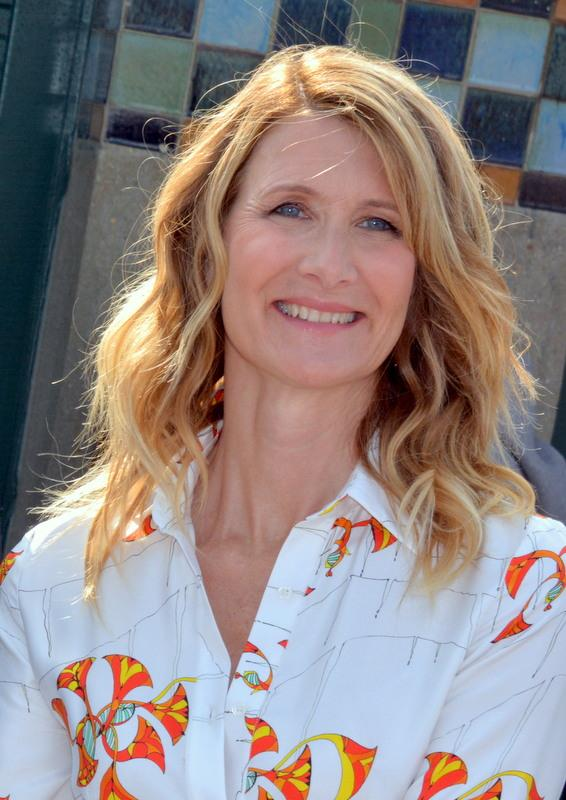
Laura Dern, vítězka v kategorii nejlepší ženský herecký výkon ve vedlejší roli za výkon ve filmu Manželská historie

### Nejlepší film
Portrét dívky v plamenech
- 1917 (2. místo)
- Ad Astra
- Manželská historie
- Irčan

### Nejlepší režisér
Céline Sciamma – Portrét dívky v plamenech
- Sam Mendes – 1917 (2. místo)
- Greta Gerwig – Malé ženy

### Nejlepší herec v hlavní roli
Adam Driver jako Charlie Barber – Manželská historie
- Antonio Banderas jako Salvador Mallo – Bolest a sláva (2. místo)
- Adam Sandler jako Howard Ratner – Drahokam
- Franz Rogowski jako Georg – Tranzit
- Joaquin Phoenix jako Arthur Fleck / Joker – Joker
- Taron Egerton jako Elton John – Rocketman

### Nejlepší herečka v hlavní roli
Scarlett Johansson jako Nicole Barber – Manželská historie
- Florence Pughová jako Dani – Slunovrat (2. místo)
- Charlize Theron jako Megyn Kelly – Bombshell
- Elisabeth Mossová jako Becky Something – Her Smell
- Renée Zellweger jako Judy Garland – Judy

### Nejlepší herec ve vedlejší roli
Joe Pesci jako Russell Bufalino – Irčan
- John Lithgow jako Roger Ailes – Bombshell (2. místo)
- Anthony Hopkins jako papež Benedict XVI – Dva papežové
- Brad Pitt jako Cliff Booth – Tenkrát v Hollywoodu
- Tom Hanks jako Fred Rogers – A Beautiful Day in the Neighborhood

### Nejlepší herečka ve vedlejší roli
Laura Dern jako Nora Fanshaw – Manželská historie
- Isla Fisher jako Minnie – The Beach Bum (2.–3. místo)
- Margot Robbie jako Kayla Pospisil – Bombshell (2.–3. místo)
- Annette Bening jako Dianne Feinstein – The Report
- Jennifer Lopez jako Ramona Vega – Zlatokopky
- Scarlett Johansson jako Rosie Betzler – Králíček Jojo
- Zhao Shuzhen jako Nai Nai – Malá lež

### Nejlepší obsazení
Malé ženy
- Malá lež (2. místo)
- Manželská historie
- Parazit
- Irčan

### Nejlepší původní scénář
Ronald Bronstein, Benny Safdie a Josh Safdie –  Drahokam
- Lulu Wang – Malá lež (2. místo)
- Pon Džun-ho a Han Jin Won– Parazit
- Céline Sciamma – Portrét dívky v plamenech
- Noah Baumbach – Manželská historie
- Quentin Tarantino – Tenkrát v Hollywoodu

### Nejlepší adaptovaný scénář
Greta Gerwig – Malé ženy
- Steven Zaillian – Irčan (2. místo)
- Anthony McCarten – Dva papežové
- Micah Fitzerman-Blue a Noah Harpster – Výjimeční přátelé
- Taika Waititi – Králíček Jojo
- Terrence Malick – A Hidden Life

### Nejlepší cizojazyčný film
Portrét dívky v plamenech (Francie)
- Parazit (Jižní Korea) (2. místo)
- Poslední večery na Zemi (Čína)
- Bolest a sláva (Španělsko)
- Malá lež (USA)

### Nejlepší dokument
Apollo 11
- Země medu (2. místo)
- Americká továrna
- The Biggest Little Farm

### Nejlepší animovaný film
Kde je moje tělo?
- Toy Story 4: Příběh hraček (2. místo)
- Ledové království II
- Jak vycvičit draka 3
- Tenki no ko

### Nejlepší kamera
Roger Deakins – 1917
- Claire Mathon – Portrét dívky v plamenech (2. místo)
- Hoyte Van Hoytema – Ad Astra
- Jörg Widmer – A Hidden Life

### Nejlepší výprava
Barbara Ling – Tenkrát v Hollywoodu
- Kevin Constant, Christa Munro, Alison Sadler, David Scott a Gary Warsaw – Ad Astra (2. místo)
- Dennis Gassner a Lee Sandales – 1917

### Nejlepší vizuální efekty
Alita: Bojový Anděl
- Ad Astra (2.–3. místo)
- Avengers: Endgame (2.–3. místo)

### Nejlepší skladatel
Daniel Lopatin – Drahokam
- Hildur Guðnadóttir – Joker
- Max Richter – Ad Astra
- Randy Newman – Manželská historie
- Thomas Newman – 1917

### Nejlepší první film
Queen & Slim
- Země medu (2. místo)
- Šprtky to chtěj taky
- The Last Black Man in San Francisco

### Objev roku
Florence Pughová – Slunovrat, Souboj s rodinou a Malé ženy
- Lulu Wang – Malá lež (2. místo)
- Honor Swinton Byrne – The Souvenir
- Roman Griffin Davis – Králíček Jojo